# Sukade

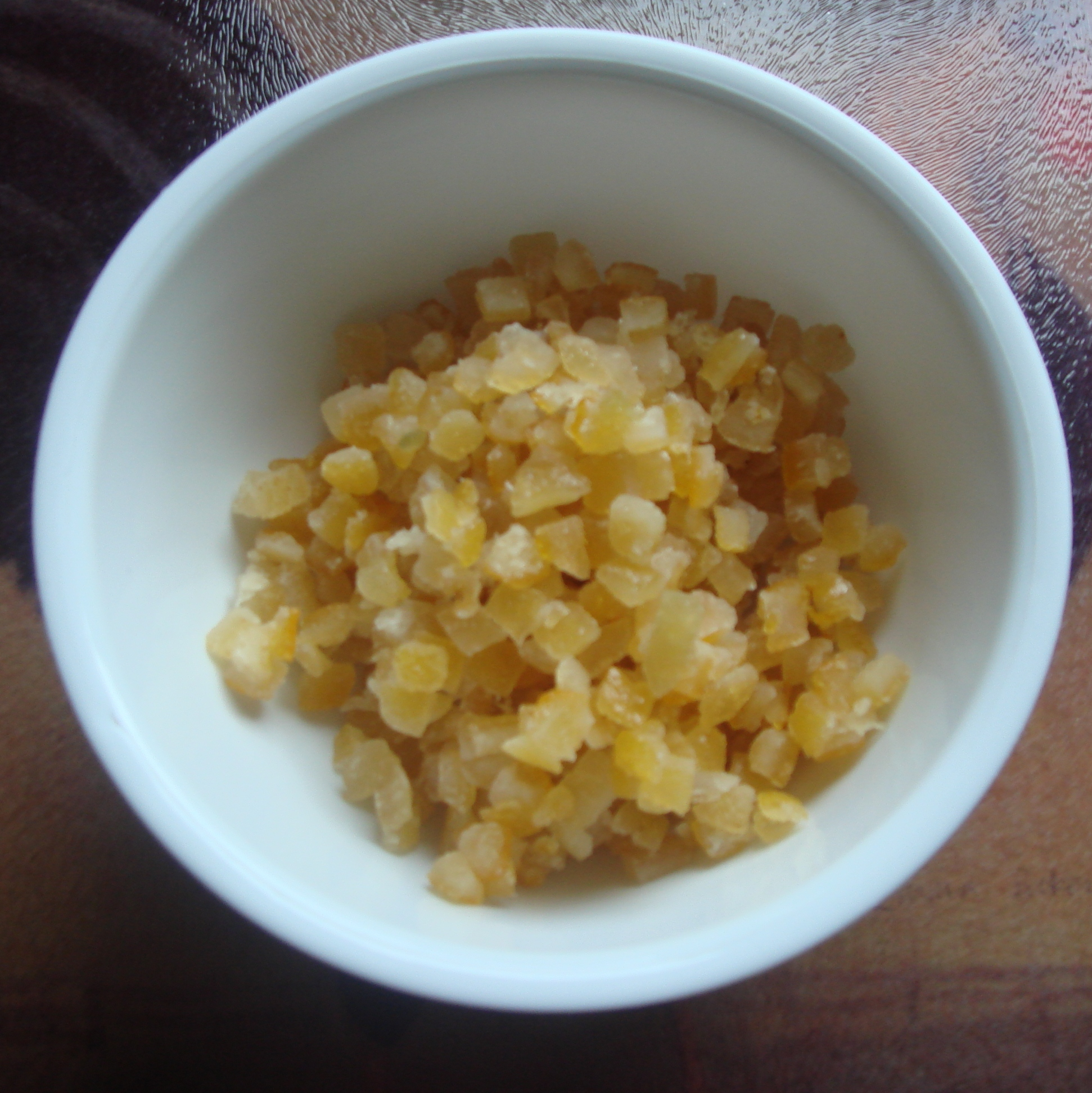
Stukjes sukade

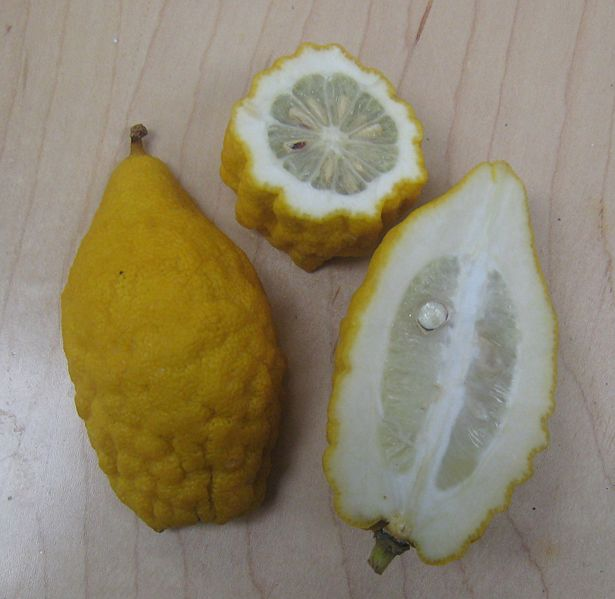
Vrucht

Sukade is de gekonfijte schil van de vrucht van de sukadeboom. Deze citrusvrucht, de Citrus medica, is ook bekend als cederappel, cedraat, cedercitroen, sukadecitroen of muskuscitroen en lijkt wel wat op een citroen of sinaasappel. De vrucht bestaat grotendeels uit schil.
Meestal is sukade in stukjes gehakt of als een halve schil te koop. De kleur is doorschijnend geelachtig of groenachtig. Soms wordt de sukade in fellere kleuren groen, geel of rood gekleurd. Goede sukade is zacht en smaakt enigszins naar sinaasappelschil, maar minder bitter.
Sukadebomen groeien onder andere in Griekenland, op Sicilië, op Corsica en in Suriname. De meeste sukade komt uit Puerto Rico.

## Gebruik
Sukade wordt als vrucht geplukt. Vervolgens wordt de sukade eerst een maand gepekeld. Na het spoelen wordt de sukade ten slotte in suikerstroop gekookt om te konfijten.
Sukade wordt gebruikt in diverse soorten gebak, zoals vulling van cake, oliebollen, of ontbijtkoek, en ook in broodsoorten zoals krentenbrood. Vaak wordt sukade gebruikt in combinatie met krenten, rozijnen en gekonfijte kersen (bigarreaus). Stukjes sukade zijn traditionele bestanddelen van Groninger koek. De sukadekoek wordt beschouwd als de enige echte Groninger koek. Varianten met rozijnen, krenten of noten zijn afgeleiden.
Etherische olie uit schil van de cederappel, cedraatolie, was een belangrijke geurstof in parfums. Naar verluidt werd het in Babylonië, in de tijd van Nebukadnezar, al gebruikt. De olie is nog steeds een ingrediënt in sommige huidverzorgingsproducten.